# Hamelspringe
Hamelspringe ist ein Ortsteil der Stadt Bad Münder am Deister in Niedersachsen. Der Ort hat 866 Einwohner (Stand Juni 2022).

## Geschichte
Im Jahre 1180 wird der Ritter Conradus de Hamelspring in einer Urkunde des Bischofs Arno von Minden als Zeuge genannt. Damit tritt der Ortsname Hamelspringe erstmals urkundlich auf. Die Herzöge Albrecht und Erich von Sachsen-Lauenburg stifteten 1306 dem Kloster Loccum ererbten Besitz in Hamelspringe zum Zwecke der Gründung eines Tochterklosters. Dem  folgte aber nur der Bau einer 1316 geweihten Kapelle. In ihrem Umfeld entstand darüber hinaus lediglich eine Grangie, von der Gebäude aus dem 18. Jahrhundert erhalten sind. Von einer der Grangie möglicherweise vorangegangenen Burg zeugen frühere Erwähnungen eines als „Waldemarsturm“ bezeichneten Turmstumpfs, der aber schon lange verschwunden ist.

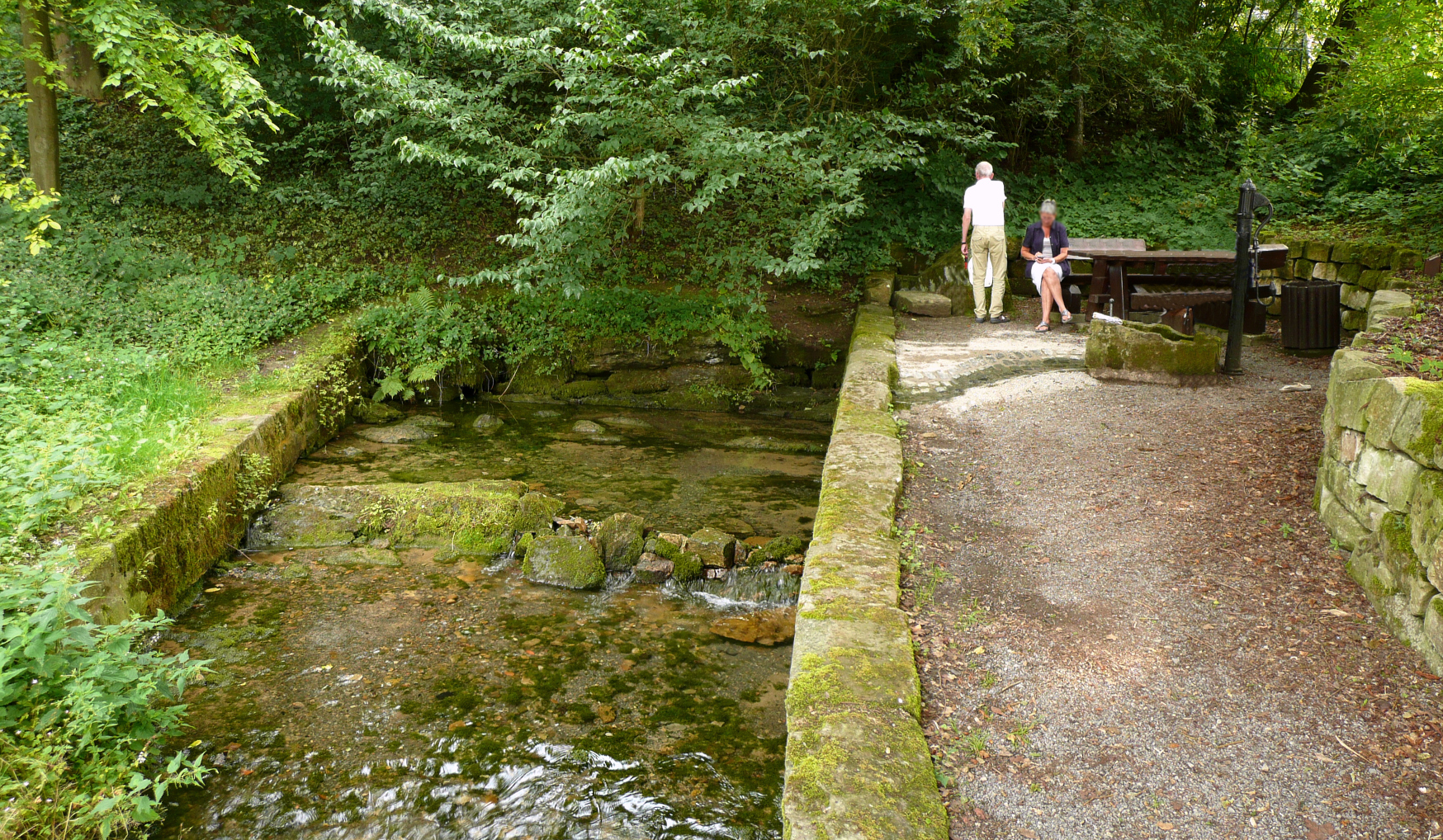
Quelle der Hamel im Ort

Der Name des Dorfes hat nichts mit dem Tier Hammel zu tun, sondern bedeutet „Ort, wo der Fluss Hamel entspringt“. Der Name des Flusses Hamel wiederum kommt von dem germanischen Wort ham, das „Schenkel, Winkel, Kniekehle, Krümmung“ bedeutet, die Hamel ist also eigentlich ein „Winkelbach“, d. h. ein Bach mit vielen Krümmungen.
Die Hamelquelle ist ein Naturdenkmal und findet ihren Ursprung im Quellgebiet unterhalb des ehemaligen Steinbruchs der heutigen Eulenflucht. Sie entsteht aus einzelnen, kleinen Wasserläufen, die auf dem Weg ins Tal versickern und unterirdisch weiterfließen. Für diesen unterirdischen Weg von etwa 500 Metern benötigt das Wasser etwa 17 Stunden, bevor es im Ort als Quelle hervortritt. Die austretende Wassermenge beträgt durchschnittlich 224 Kubikmeter pro Stunde, wobei die maximale Leistung bei 1768 Kubikmeter pro Stunde liegt.
Die Gemeinde Hamelspringe wurde am 1. Januar 1973 in die Stadt Bad Münder am Deister eingegliedert. Bei den letzten Volkszählungen vor der Eingemeindung hatte Hamelspringe 988 (6. Juni 1961) bzw. 1004 Einwohner (27. Mai 1970).

## Politik
Ortsbürgermeister ist Joachim Behnke (parteilos).

## Wappen
Das Wappen von Hamelspringe wurde 1947 nur mit der Beschriftung „Hamelspring“ aufgefunden. Frühere Belege fehlen; die genauen Fundumstände sind bei Schiffling nicht genannt. Das Wappen zeigt, durch ein gestuftes rotes Mauerornament unterteilt, auf silbernem Grund ein senkrechtes blaues Wellenband und darüber einen wachsenden, schwarzen, rotgezungten und -bewehrten Bären, in seiner unteren Tatze ein Kolbenkreuz haltend. Versucht man dieses offensichtlich moderne Wappen zu deuten, so dürfte das Wellenband die Hamel und das Mauerornament die ehemalige Burg von Hamelspringe darstellen und der Bär könnte die früheren Herren von Hamelspringe symbolisieren.

## Vereine
Der TSV Hamelspringe e. V. von 1910 ist der größte Verein im Ort.